# Würzburger Diözesangeschichtsblätter
Die Würzburger Diözesangeschichtsblätter sind eine kirchengeschichtliche Zeitschrift. Sie erscheint seit 1933 und wird vom Würzburger Diözesangeschichtsverein herausgegeben.

## Geschichte
Der erste Band der Würzburger Diözesangeschichtsblätter geht auf den katholischen Priester und Leiter des Würzburger Diözesanarchivs, Franz Joseph Bendel, zurück. Bendel publizierte einen kürzere Abhandlung über die von Balthasar Neumann errichtete Wallfahrtskirche in Limbach im Jahr 1933 als ersten Beitrag in den von ihm herausgegebenen Würzburger Diözesangeschichtsblättern. In den folgenden Jahren erlebte das Format, das vor allem kirchenhistorische Themen behandelte, mehrere Exemplare. Zeitweise erschienen mehrere Bände pro Jahr. 1940 musste die Reihe ihr Erscheinen aufgrund des Papiermangels während des Zweiten Weltkriegs einstellen.
Erst im Jahr 1948 konnte die Arbeit an den Diözesangeschichtsblättern wieder aufgenommen werden. Der seitdem für die Veröffentlichung verantwortliche Würzburger Diözesangeschichtsverein beschreibt die Publikation auf seiner Website mit folgenden Worten: „Die ,Würzburger Diözesangeschichtsblätter‘ widmen sich als Zeitschrift, dem Vereinszweck entsprechend, der Bistumsgeschichte in ihrer ganzen zeitlichen Erstreckung und thematischen Vielfalt.“ Als Herausgeber fungiert seit 2003 der 1. Vorsitzende des Vereins, der Würzburger Kirchenhistoriker Wolfgang Weiß.

## Übersicht
Die Würzburger Diözesangeschichtsblätter erscheinen heute einmal jährlich. Zumeist beinhalten die einzelnen Bände eine Vielzahl von Aufsätzen zu verschiedenen kirchengeschichtlichen Themen. Seltener sind Themenausgaben, für die mehrere Abhandlungen unter einer Fragestellung versammelt werden. Für die Buchreihe waren bereits einige bekannte Wissenschaftler wie Enno Bünz, Immo Eberl, Dieter Feineis, Johannes Kist und Erik Soder von Güldenstubbe tätig. Neben den längeren Abhandlungen werden kleinere Aufsätze publiziert, die zumeist Spezialfragen behandeln. In einem weiteren Abschnitt werden jährlich Buchbesprechungen aufgenommen, die einen Schwerpunkt auf der fränkisch-bayerischen Kirchengeschichte haben.